# Disturbios del Reino Unido de 2024
Los disturbios en Reino Unido de 2024 fueron una serie de manifestaciones que se suscitaron a raíz de un caso de apuñalamiento masivo en la localidad de Southport, Merseyside, en la que tres niños murieron y otras 10 personas -ocho de las cuales eran niños- resultaron heridas, algunas de ellas de gravedad.
Los disturbios comenzaron el 30 de julio, cuando una multitud, entre la que había simpatizantes de la islamofóbica y ahora disuelta Liga de Defensa Inglesa, se congregó frente a la mezquita de Southport. El sospechoso del apuñalamiento masivo era un inmigrante musulmán según información en las plataformas de redes sociales. Los manifestantes atacaron a los agentes de policía, arrojaron objetos a la mezquita y prendieron fuego a un vehículo policial. El motín dejó más de cincuenta agentes heridos, algunos de gravedad; tres perros policías heridos y se realizaron múltiples arrestos. El 2 de agosto se produjeron disturbios en Sunderland, donde se incendió una comisaría de policía, tres agentes resultaron heridos y varias personas fueron detenidas. En los días siguientes, manifestantes antiinmigración se enfrentaron con la policía y contramanifestantes, atacaron casas y negocios de inmigrantes y atacaron hoteles que albergaban a solicitantes de asilo. Desde el 7 de agosto, las manifestaciones antirracistas superaron con creces a los manifestantes racistas.
Disturbios de extrema derecha han tenido lugar en varias partes de Inglaterra e Irlanda del Norte desde el 30 de julio de 2024, que ha sido el peor disturbio público desde los ocurridos en Inglaterra en 2011. El motín inicial en Southport y los disturbios posteriores en otros lugares se han relacionado con la desinformación en las redes sociales sobre la identidad del atacante de Southport, además de un sentimiento islamófobo preexistente, racista, y antiinmigrante. Los grupos fascistas difundieron información errónea en línea, y miembros del grupo neonazi Alternativa Patriótica estuvieron involucrados en el motín de Southport. Los contramanifestantes, entre ellos Stand Up to Racism, grupos antifascistas y antirracistas, lugareños no afiliados, y musulmanes locales, se han opuesto a los alborotadores, y se han producido enfrentamientos entre bandos opuestos desde que comenzaron los disturbios.